# Maria José Marques da Silva
Maria José Marques da Silva, född i Porto 1914, död i Porto den 13 maj 1996, var en portugisisk arkitekt som ritade byggnader i sin hemstad Porto. 1943 blev hon den första kvinnan som tog examen som arkitekt från arkitektskolan i Porto.

## Biografi
Maria José föddes 1914 i Porto som dotter till José Marques da Silva, en mycket framgångsrik arkitekt i staden. 1943 gifte hon sig med arkitekten David Moreira da Silva, som hon öppnade arkiktekturverksamhet med. Tillsammans designade de ett antal byggnader och deltog i stadsplaneringen av staden samtidigt som de slutförde arbeten påbörjade av Marques de Silva. Några av de byggnader de har designat är Palácio do Comércio (1946), Trabalho e Reforma (1953) och Torre Miradouro (1969) i Porto. De ritade även flera kyrkobyggnader.
Efter att paret övergick till jordbruket i Barcelos på 1970-talet fortsatte Maria José Marques da Silva att delta i ledningen av Portugisiska Arkitektförbundet, och hjälpte till att organisera dennas 40:e kongress 1986. Senare i livet gjorde hon också mycket för att stödja sin fars arv. Ett anmärkningsvärt exempel på detta var Boavista-monumentet i Porto, designat av hennes far 1909, som försenades av två världskrig innan det till slut färdigställdes 1951. Andra projekt av Marques da Silva som Maria José och hennes man hjälpte till att slutföra var en ny byggnad för Sociedade Martins Sarmento, Santuário da Penha och São Torcato-kyrkan, alla i Guimarães, samt en byggnad i Rua Barjona de Freitas, Barcelos.
I sitt testamente gav hon finansiering till Portos universitet för att etablera José Marques da Silva-institutet. Hon dog i Porto den 13 maj 1994.

## Källförteckning
1. ↑  hämtat från: engelskspråkiga Wikipedia.[källa från Wikidata]
2. ↑  ”Maria José Marques da Silva”. architectuul.com. http://architectuul.com/architect/maria-jose-marques-da-silva.
3. ↑  ”David Moreira da Silva e Maria José Marques da Silva Martins - Um Primeiro Olhar sobre um Atelier do Porto do século XX” (på engelska). CEPESE | CENTRO DE ESTUDOS DA POPULAÇÃO, ECONOMIA E SOCIEDADE. https://www.cepese.pt/portal/en/publications/works/artistas-e-artifices-no-mundo-de-expressao-portuguesa/david-moreira-da-silva-e-maria-jose-marques-da-silva-martins-um-primeiro-olhar-sobre-um-atelier-do-porto-do-seculo.
4. ↑  ”Open House Porto – Edifício Miradouro e Cooperativa dos Pedreiros” (på portugisiska). 2016.openhouseporto.com. http://2016.openhouseporto.com/places/edificio-miradouro/.
5. ↑   O monumento da Boavista: escultura, arquitectura e espa-co urbano, 1908-1952=The Boavista monument : sculpture, architecture and urban space, 1908-1952. https://www.worldcat.org/oclc/820786397
6. ↑  ”Sanctuary - Penha Guimarães”. www.penhaguimaraes.com. https://www.penhaguimaraes.com/en/artigo/58. Läst 3 juni 2024.
7. ↑  ”U.Porto - University of Porto Famous Alumni: Maria José Marques da Silva”. sigarra.up.pt. https://sigarra.up.pt/up/en/WEB_BASE.GERA_PAGINA?P_pagina=1005898. Läst 3 juni 2024.
8. ↑  ”Maria José e David  Moreira da Silva | Fundação Instituto Marques da Silva”. fims.up.pt. https://fims.up.pt/index.php?cat=45&subcat=15. Läst 3 juni 2024.
9. ↑  ”Apresentação | Fundação Instituto Marques da Silva”. fims.up.pt. https://fims.up.pt/index.php?cat=1&subcat=13&lang=2. Läst 3 juni 2024.